# Heliocopris haroldi
Heliocopris haroldi är en skalbaggsart som beskrevs av Hermann Julius Kolbe 1893. Heliocopris haroldi ingår i släktet Heliocopris och familjen bladhorningar. Inga underarter finns listade i Catalogue of Life.